# 辣条
辣条，一般由面粉或者豆皮制作而成。豆製品辣條稱「膨化豆製品」、麵製辣条稱「調味麵製食品」
，是中國大陸知名零食之一。
辣条最早源于湖南省岳阳市平江县。一說1998年湖南發生特大洪災，劉衛平改湖南平江農村的長壽醬干原材料黃豆為麵粉，發明出辣條。辣条為了保质和增加风味會添加大量食品添加劑，因此時有健康和衛生的争议。 
製作辣條的知名厂商有卫龙食品及玉峰食品，在中國大陸以外也有銷售辣條，如透過亞馬遜等管道即可購買。
2020年11月1日，首个辣条博物馆在湖南长沙开馆。

## 类型

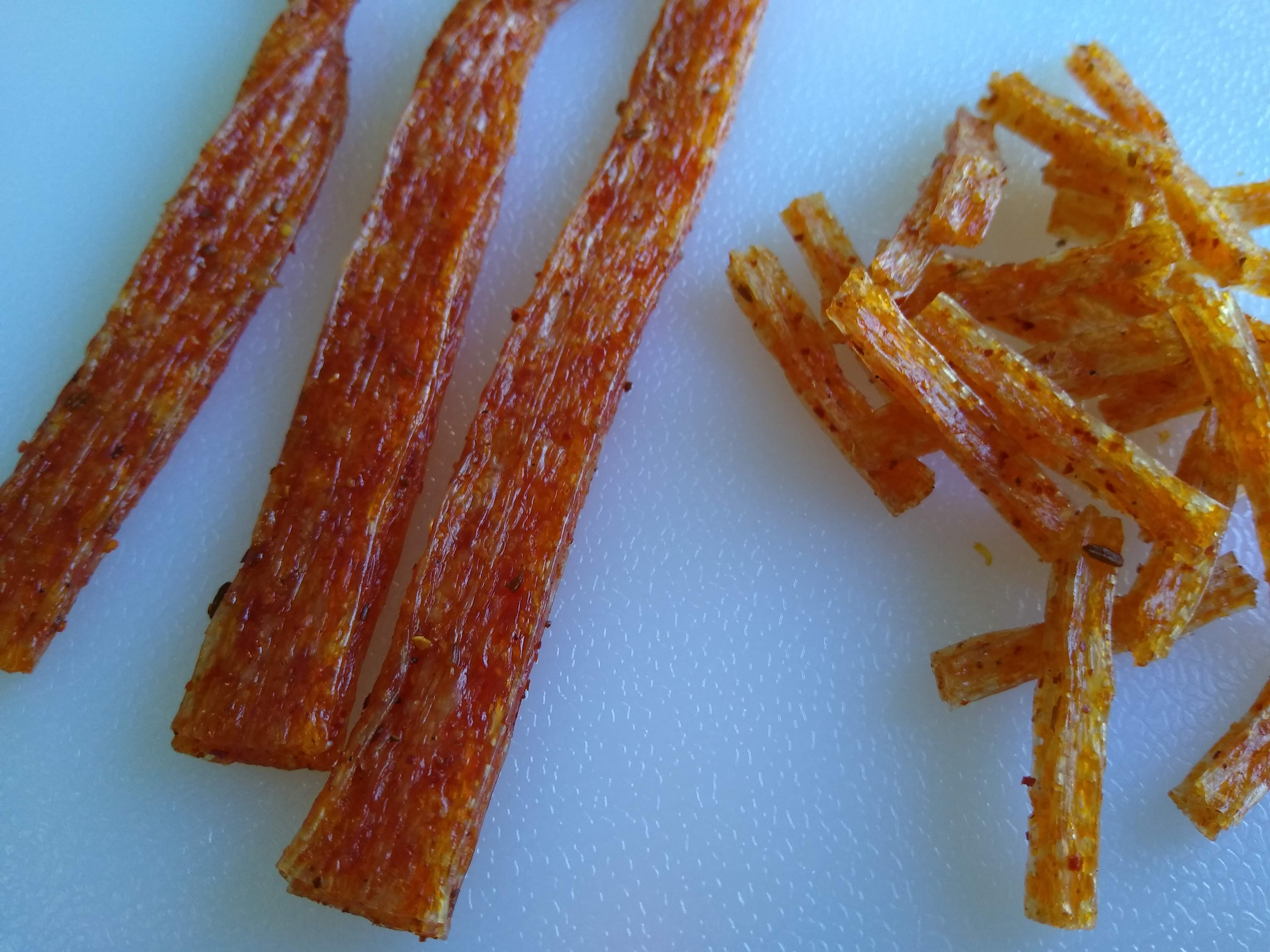
辣条

一般来说，辣条是呈現长条状的圆柱体或是长條状的扁平体，一種面粉制作而成的零食；也有的辣条是以豆类压成长条狀后加入辣椒粉而制成。
一般都有添加辣椒成份，使其口感辛辣，因而称辣条，也有不少产品和地方称为辣面筋。味道带有香料味、可選擇辛辣、微辣或麻辣等口味，大部分口感有嚼劲，口味偏重鹹。
根據中國食品安全標準，豆類製品的辣條為「膨化豆製品」，使用麵粉製作的辣條標示為「調味麵製品」。

## 争议

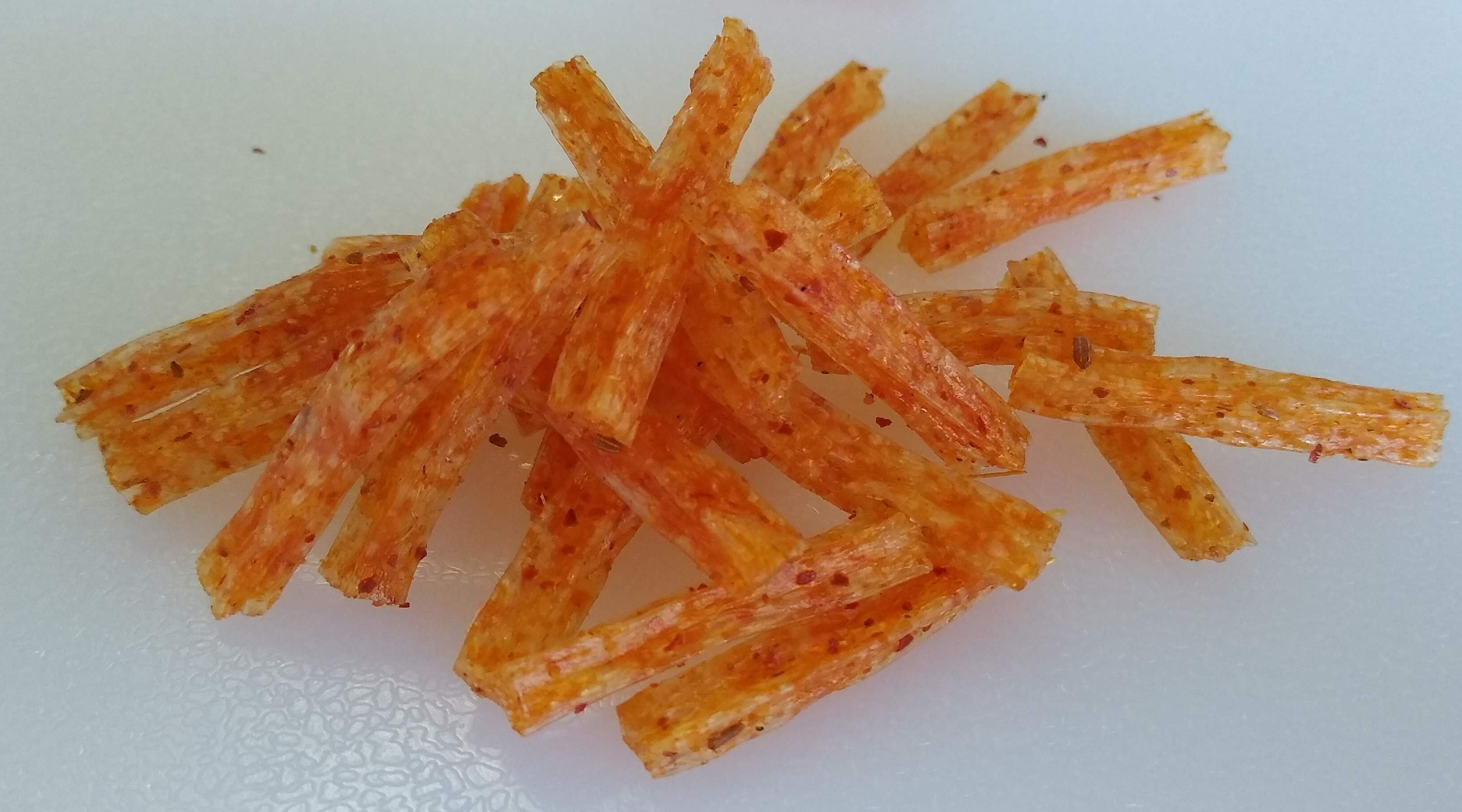
辣条

無登記証的不合格辣条制作厂家大多隐身于农村地区小作坊中进行，为追求口感和色泽，多会使用大量添加剂，其中如使用不合格原料及製作方式，在其成品內會含有致癌物質，甚至有报導称有儿童因食用不合格的辣条而导致死亡。
随着监管力度加大，辣条生产环境也逐渐好转，由原来的问题食品（如没生产许可、卫生不合格等等）转变为受到很多年轻人喜欢的零食，但近年仍有多起生菌感染的案例發生。辣条生产情况整体好转，然而卫生等问题依然存在。辣條風行後各家小廠與網紅也加入這龐大商機市場競爭，導致辣條品質參差不齊。
市面上的辣条有时以肉类或是其他与辣条本身不相关的食物或物品（例如“唐僧肉”、“香菇丝”）命名。导致购买者受到误导。

## 外部連結
- 卫龙食品 （页面存档备份，存于）
- 玉峰食品 （页面存档备份，存于）